# Euphorbia bongolavensis
Euphorbia bongolavensis es una especie fanerógama perteneciente a la familia Euphorbiaceae. 

## Distribución y hábitat
Es endémica de Madagascar donde se encuentra en la Provincia de Mahajanga en la región de Bongolava. Su hábitat son los secos bosques tropicales y subtropicales. Se le trata en peligro de extinción por pérdida de hábitat. 

## Taxonomía
Euphorbia bongolavensis fue descrita por Werner Rauh y publicado en  Kakteen und andere Sukkulenten 44(4): 70, abb. 1–6, 10 (abb. 2 map). 1993.
Etimología
Euphorbia: nombre genérico que deriva del médico griego del rey Juba II de Mauritania (52 a 50 a. C. - 23), Euphorbus, en su honor – o en alusión a su gran vientre –  ya que usaba médicamente Euphorbia resinifera. En 1753 Carlos Linneo asignó el nombre a todo el género.
bongolavensis: epíteto geográfico que se refiere a su localización en Bongolava en Madagascar.

## Fuente
- Haevermans, T. 2004.  Euphorbia bongolavensis.   2006 IUCN Red List of Threatened Species.   Bajado el 21-08-07.